# Serratovolva luteocincta
Serratovolva luteocincta is een slakkensoort uit de familie van de Ovulidae. De wetenschappelijke naam van de soort is voor het eerst geldig gepubliceerd in 2008 door Celzard.